# Actin Shady
'Actin Shady' – mixtape rapera Obie Trice. Na płycie gościnnie wystąpili między innymi D12, King Gordy.

## Lista utworów
| Nr | Tytuł                      | Czas | Wykonawcy                                                  |
| -- | -------------------------- | ---- | ---------------------------------------------------------- |
| 1  | "The Do Do"                | 2:18 | Obie Trice Kon Artist                                      |
| 2  | "Detroit Niggas"           | 5:37 | Obie Trice D12                                             |
| 3  | "1x1"                      | 5:05 | Obie Trice Proof J-Hill                                    |
| 4  | "Dope Jobs Homeless"       | 4:14 | Obie Trice                                                 |
| 5  | "Mr Trice"                 | 3:40 | Obie Trice                                                 |
| 6  | "My Club"                  | 3:50 | Obie Trice                                                 |
| 7  | "Gimmie My Dat Back"       | 3:33 | Obie Trice                                                 |
| 8  | "Murder City "             | 5:30 | Obie Trice Miz Korona The Almighty Dreadnaughts King Gordy |
| 9  | "Freestyle"                | 1:05 | Obie Trice                                                 |
| 10 | "The Well-Known Asshole"   | 2:58 | Obie Trice                                                 |
| 11 | "Yo"                       | 2:08 | Obie Trice                                                 |
| 12 | "The Dopest Freestyle"     | 1:54 | Obie Trice                                                 |
| 13 | " Mr.Trice (Instrumental)" | 3:29 | Obie Trice                                                 |